# Die Wendeltreppe (Kabarett)
Die Wendeltreppe in Hamburg ist Deutschlands ältestes Literarisches Kabarett.

## Geschichte
Das Kabarett wurde am 2. Juni 1946, ein Jahr nach Ende des Zweiten Weltkriegs, von Dirks Paulun, Hans Harbeck und Carl Bay gegründet. Kurze Zeit später stieß Heinz Erhardt dazu. Ihre künstlerische Heimstatt fanden sie im Vogt’schen Konservatorium in Othmarschen, wo eine Wendeltreppe zum Vortragsraum führte, die namensgebend für das Kabarett wurde. Anfangs versammelten sich dort Künstler, Schriftsteller und Journalisten, um aus ihren Werken vorzutragen.
Der erste Veranstaltungsraum wurde zu klein. Ihre neue Heimstatt fanden die Kulturschaffenden 1949 in der „Taverne“ im Keller des Winterhuder Fährhauses von Otto Friedrich Behnke. Nach Behnkes Tod wurde ab 1966 das Remter am Dammtor das neue Domizil der Wendeltreppe. Dort leitete der Komponist und Pianist Hanns Kunz die Veranstaltungen, der auch mit der Chansonsängerin Inge Rohwer selbstvertonte Texte vortrug. Nach Zwischenstationen in Buhbes Weinstuben am Großneumarkt (ab 1974), im Barett an den Colonnaden (ab 1975) und in den Hamburger Aalstuben an der Kanalstraße (ab 1976), ging es 1979 nach eineinhalbjähriger Pause wieder im Remter unter neuer Leitung durch Walter Odrowski weiter.
Anfang der 1980er Jahre entstand der Förderverein „Club der Wendeltreppe“, der das Kabarett unterstützen und Nachwuchs aufspüren sollte. Es kam zu Meinungsverschiedenheiten und der „Club“ führte eigene Veranstaltungen unter dem Namen „Hamburger Brettl“ durch. So gab es vorübergehend zwei Kleinkunstbühnen mit Bezug zur Wendeltreppe: „Die Wendeltreppe“ unter Walter Odrowski und den „Club der Wendeltreppe“ mit Vera Hempelmann als Vorsitzende. Der „Club“ blieb bestehen und nannte sich Ende 1982 in „Die Wendeltreppe e.V.“ um.
Raum für die Veranstaltungen fand das Kabarett 1985, nachdem das Remter 1984 abgerissen worden war, im Haus der Patriotischen Gesellschaft und später im Fleetenkieker an der Börsenbrücke. 1989 übernahm Marion Muschter den Vorsitz des Vereins und damit die Leitung des literarischen Kabaretts. Nach weiteren Stationen, wie dem Friesenhof an der Mundsburg (ab 1994), wurde das Parlament (vormals Ratsweinkeller) im Hamburger Rathaus die Wirkungsstätte der Wendeltreppe.
Anlässlich des 44-jährigen Jubiläums bezeichnete Hamburgs Zweiter Bürgermeister Ingo von Münch die Wendeltreppe in einem Grußwort als „Institution […], die aus dem kulturellen Leben Hamburgs nicht mehr wegzudenken ist“. Im Jahre 1996 feierte die Wendeltreppe ihr 50-jähriges Jubiläum und kam als das „älteste literarische Kabarett in Deutschland“ ins Guinness-Buch der Rekorde.

## Förderverein
Getragen wird „Die Wendeltreppe“ von einem Förderverein. Vorsitzende des ehrenamtlich arbeitenden Vorstandes ist Marion Muschter, die seit 1989 die künstlerische und kaufmännische Leitung innehat und für das Programm verantwortlich ist. Stellvertretende Vorsitzende ist die plattdeutsche Autorin Christa Heise-Batt. Für ihr Wirken bei der Wendeltreppe wurden Christa Heise-Batt und Marion Muschter 2015 vom Hamburger Senat mit der Medaille für treue Arbeit im Dienste des Volkes in Bronze geehrt.

## Künstler
Künstler, die in sieben Jahrzehnten in der „Wendeltreppe“ aufgetreten sind, waren u. a. Lale Andersen, Balduin Baas, Hermann Bärthel, Gottfried Böttger, Erwin Bootz, Anneliese Braasch, Ida Ehre, Werner Finck Günter Fuhlisch, Ladi Geisler, Richard Germer, Nana Gualdi, Heino, Ursula Herking, Ursula Hinrichs, Eike Christian Hirsch, Harald Karolczak, Lonny Kellner-Frankenfeld, Knut Kiesewetter, Sigrun Kiesewetter, Herma Koehn. Su Kramer, Mircea Krishan, Evelyn Künneke, Petra Verena Milchert, Addi Münster, Bill Ramsey, Paul Edwin Roth, Hans Scheibner, Ilse Seemann, Hans-Arno Simon, Gerd Spiekermann, Speelwark, Manfred Steffen, Arno Surminski, Ingeburg Thomsen, Dénes Törzs, Christa Wehling, Joja Wendt, Nina Westen, Wilhelm Wieben, Günter Willumeit, Joachim Wolff und Jutta Wübbe.